# ریچارد ادگل
ریچارد ادگل (انگلیسی: Richard Edghill؛ زادهٔ ۲۳ سپتامبر ۱۹۷۴) بازیکن فوتبال اهل بریتانیا است.
از باشگاه‌هایی که در آن بازی کرده‌است می‌توان به باشگاه فوتبال کویینز پارک رنجرز، باشگاه فوتبال مکلسفیلد تاون، باشگاه فوتبال شفیلد یونایتد، باشگاه فوتبال ویگان اتلتیک، باشگاه فوتبال منچستر سیتی، باشگاه فوتبال بیرمنگام سیتی، و باشگاه فوتبال برادفورد سیتی اشاره کرد.
وی همچنین در تیم‌های ملی فوتبال England B national football team و زیر ۲۱ سال انگلستان بازی کرده‌است.